# Китай на летних Олимпийских играх 2012
Китай на летних Олимпийских играх 2012 представлен 396 спортсменами в двадцати трёх видах спорта.

## Награды
| Медаль  | Спортсмен                                                                                    | Вид спорта            | Дисциплина                               |
| ------- | -------------------------------------------------------------------------------------------- | --------------------- | ---------------------------------------- |
| Золото  | Чжан Нань Чжао Юньлэй                                                                        | Бадминтон             | Смешанный разряд                         |
| Золото  | Линь Дань                                                                                    | Бадминтон             | Мужчины, одиночный разряд                |
| Золото  | Цай Юнь Фу Хайфэн                                                                            | Бадминтон             | Мужчины, одиночный разряд                |
| Золото  | Ли Сюэжуй                                                                                    | Бадминтон             | Женщины, одиночный разряд                |
| Золото  | Тянь Цин Чжао Юньлэй                                                                         | Бадминтон             | Женщины, одиночный разряд                |
| Золото  | Чэнь Дин                                                                                     | Лёгкая атлетика       | Мужчины, ходьба на 20 км                 |
| Золото  | Чжан Цзикэ                                                                                   | Настольный теннис     | Мужчины, одиночный разряд                |
| Золото  | Ван Хао Ма Лун Чжан Цзикэ                                                                    | Настольный теннис     | Мужчины, командный разряд                |
| Золото  | Ли Сяося                                                                                     | Настольный теннис     | Женщины, одиночный разряд                |
| Золото  | Го Юэ Ли Сяося Дин Нин                                                                       | Настольный теннис     | Женщины, командный разряд                |
| Золото  | Сюй Лицзя                                                                                    | Парусный спорт        | Женщины, класс «Лазер Радиал»            |
| Золото  | Цзяо Люян                                                                                    | Плавание              | Женщины, 200 м баттерфляем               |
| Золото  | Е Шивэнь                                                                                     | Плавание              | Женщины, 200 м комплексным плаванием     |
| Золото  | Е Шивэнь                                                                                     | Плавание              | Женщины, 400 м комплексным плаванием     |
| Золото  | Сунь Ян                                                                                      | Плавание              | Мужчины, 400 м вольным стилем            |
| Золото  | Сунь Ян                                                                                      | Плавание              | Мужчины, 1500 м вольным стилем           |
| Золото  | У Минься                                                                                     | Прыжки в воду         | Женщины, трамплин, 3 м                   |
| Золото  | У Минься Хэ Цзы                                                                              | Прыжки в воду         | Женщины, синхронный трамплин, 3 м        |
| Золото  | Цао Юань Чжан Яньцюань                                                                       | Прыжки в воду         | Мужчины, синхронная вышка, 10 м          |
| Золото  | Ло Юйтун Цинь Кай                                                                            | Прыжки в воду         | Мужчины, синхронный трамплин, 3 м        |
| Золото  | Чэнь Жолинь                                                                                  | Прыжки в воду         | Женщины, вышка, 10 м                     |
| Золото  | Чэнь Жолинь Ван Хао                                                                          | Прыжки в воду         | Женщины, синхронная вышка, 10 м          |
| Золото  | Дун Дун                                                                                      | Прыжки на батуте      | Мужчины                                  |
| Золото  | Чэнь Ибин Фэн Чжэ Го Вэйян Чжан Чэнлун Цзоу Кай                                              | Спортивная гимнастика | Мужчины, командное первенство            |
| Золото  | Цзоу Кай                                                                                     | Спортивная гимнастика | Мужчины, вольные упражнения              |
| Золото  | Фэн Чжэ                                                                                      | Спортивная гимнастика | Мужчины, брусья                          |
| Золото  | Дэн Линьлинь                                                                                 | Спортивная гимнастика | Женщины, бревно                          |
| Золото  | И Сылин                                                                                      | Стрельба              | Женщины, пневматическая винтовка, 10 м   |
| Золото  | Го Вэньцзюнь                                                                                 | Стрельба              | Женщины, пневматический пистолет, 10 м   |
| Золото  | У Цзинъюй                                                                                    | Тхэквондо             | Женщины, до 49 кг                        |
| Золото  | Линь Цинфэн                                                                                  | Тяжёлая атлетика      | Мужчины, до 69 кг                        |
| Золото  | Люй Сяоцзюнь                                                                                 | Тяжёлая атлетика      | Мужчины, до 77 кг                        |
| Золото  | Ван Минцзюань                                                                                | Тяжёлая атлетика      | Женщины, до 48 кг                        |
| Золото  | Ли Сюэин                                                                                     | Тяжёлая атлетика      | Женщины, до 58 кг                        |
| Золото  | Чжоу Лулу                                                                                    | Тяжёлая атлетика      | Женщины, свыше 75 кг                     |
| Золото  | Лэй Шэн                                                                                      | Фехтование            | Мужчины, рапира, личное первенство       |
| Золото  | Ли На Ло Сяоцзюань Сунь Юйцзе                                                                | Фехтование            | Женщины, шпага, командное первенство     |
| Золото  | Цзоу Шимин                                                                                   | Бокс                  | Мужчины, до 49 кг                        |
| Серебро | Хуан Вэньи Сюй Дунсян                                                                        | Академическая гребля  | Женщины, парные двойки, лёгкий вес       |
| Серебро | Сюй Чэнь Ма Цзинь                                                                            | Бадминтон             | Смешанный разряд                         |
| Серебро | Ван Ихань                                                                                    | Бадминтон             | Женщины, одиночный разряд                |
| Серебро | Жэнь Цаньцань                                                                                | Бокс                  | Женщины, до 51 кг                        |
| Серебро | Цзин Жуйсюэ                                                                                  | Борьба                | Женщины, вольная борьба, до 63 кг        |
| Серебро | Гун Цзиньцзе Го Шуан                                                                         | Велоспорт             | Женщины, командный спринт                |
| Серебро | Го Шуан                                                                                      | Велоспорт             | Женщины, кейрин                          |
| Серебро | Сюй Лили                                                                                     | Дзюдо                 | Женщины, до 63 кг                        |
| Серебро | Ван Хао                                                                                      | Настольный теннис     | Мужчины, одиночный разряд                |
| Серебро | Дин Нин                                                                                      | Настольный теннис     | Женщины, одиночный разряд                |
| Серебро | Сунь Ян                                                                                      | Плавание              | Мужчины, 200 м вольным стилем            |
| Серебро | Лу Ин                                                                                        | Плавание              | Женщины, 100 м баттерфляем               |
| Серебро | Цинь Кай                                                                                     | Прыжки в воду         | Мужчины, трамплин, 3 м                   |
| Серебро | Цю Бо                                                                                        | Прыжки в воду         | Мужчины, вышка, 10 м                     |
| Серебро | Хэ Цзы                                                                                       | Прыжки в воду         | Женщины, трамплин, 3 м                   |
| Серебро | Хуан Шаньшань                                                                                | Прыжки на батуте      | Женщины                                  |
| Серебро | Чан Сы Чэнь Сяоцзюнь Хуан Сюэчэнь Цзян Тинтин Цзян Вэньвэнь Лю Оу Ло Си Сунь Вэньянь У Ивэнь | Синхронное плавание   | Женщины, группы                          |
| Серебро | Цао Чжунжун                                                                                  | Современное пятиборье | Мужчины                                  |
| Серебро | Чэнь Ибин                                                                                    | Спортивная гимнастика | Мужчины, кольца                          |
| Серебро | Хэ Кэсинь                                                                                    | Спортивная гимнастика | Женщины, брусья                          |
| Серебро | Суй Лу                                                                                       | Спортивная гимнастика | Женщины, бревно                          |
| Серебро | Вэй Нин                                                                                      | Стрельба              | Женщины, скит                            |
| Серебро | Чэнь Ин                                                                                      | Стрельба              | Женщины, пистолет, 25 м                  |
| Серебро | Чэн Мин Фан Юйтин Сюй Цзин                                                                   | Стрельба из лука      | Женщины, командное первенство            |
| Серебро | Хоу Юйчжо                                                                                    | Тхэквондо             | Женщины, до 57 кг                        |
| Серебро | У Цзинбяо                                                                                    | Тяжёлая атлетика      | Мужчины, до 56 кг                        |
| Серебро | Лу Хаоцзе                                                                                    | Тяжёлая атлетика      | Мужчины, до 77 кг                        |
| Серебро | Ли Яньфэн                                                                                    | Лёгкая атлетика       | Женщины, метание диска                   |
| Серебро | Сы Тяньфэн                                                                                   | Лёгкая атлетика       | Мужчины, ходьба на 50 км                 |
| Бронза  | Чэнь Лун                                                                                     | Бадминтон             | Мужчины, одиночный разряд                |
| Бронза  | Ли Цзиньцзы                                                                                  | Бокс                  | Женщины, до 75 кг                        |
| Бронза  | Го Шуан                                                                                      | Велоспорт             | Женщины, спринт                          |
| Бронза  | Тун Вэнь                                                                                     | Дзюдо                 | Женщины, свыше 78 кг                     |
| Бронза  | Ван Чжэнь                                                                                    | Лёгкая атлетика       | Мужчины, ходьба на 20 км                 |
| Бронза  | Хао Юнь Ли Юньци Цзян Хайци Сунь Ян                                                          | Плавание              | Мужчины, эстафета 4×200 м вольным стилем |
| Бронза  | Тан И                                                                                        | Плавание              | Женщины, 100 м вольным стилем            |
| Бронза  | Ли Сюаньсюй                                                                                  | Плавание              | Женщины, 400 м комплексным плаванием     |
| Бронза  | Хэ Чун                                                                                       | Прыжки в воду         | Мужчины, трамплин, 3 м                   |
| Бронза  | Лу Чуньлун                                                                                   | Прыжки на батуте      | Мужчины                                  |
| Бронза  | Хэ Вэньна                                                                                    | Прыжки на батуте      | Женщины                                  |
| Бронза  | Хуан Сюэчэнь Лю Оу                                                                           | Синхронное плавание   | Дуэт                                     |
| Бронза  | Цзоу Кай                                                                                     | Спортивная гимнастика | Мужчины, перекладина                     |
| Бронза  | Дин Фэн                                                                                      | Стрельба              | Мужчины, скоростной пистолет, 25 м       |
| Бронза  | Ван Чживэй                                                                                   | Стрельба              | Мужчины, пистолет, 50 м                  |
| Бронза  | Юй Дань                                                                                      | Стрельба              | Женщины, пневматическая винтовка, 10 м   |
| Бронза  | Дай Сяосян                                                                                   | Стрельба из лука      | Мужчины, личное первенство               |
| Бронза  | Лю Сяобо                                                                                     | Тхэквондо             | Мужчины, свыше 80 кг                     |
| Бронза  | Сунь Юйцзе                                                                                   | Фехтование            | Женщины, шпага, личное первенство        |
| Бронза  | Гун Лицзяо                                                                                   | Лёгкая атлетика       | Женщины, толкание ядра                   |
| Бронза  | Цеян Шэньцзе                                                                                 | Лёгкая атлетика       | Женщины, ходьба на 20 километров         |

## Результаты соревнований

### Академическая гребля
В следующий раунд из каждого заезда проходили несколько лучших экипажей (в зависимости от дисциплины). В утешительный заезд попадали спортсмены, выбывшие в предварительном раунде. В финал A выходили 6 сильнейших экипажей, остальные разыгрывали места в утешительных финалах B-F.
Мужчины
| Соревнование              | Спортсмены                                | Предварительный заезд | Предварительный заезд | Предварительный заезд | Отборочный заезд | Отборочный заезд | Отборочный заезд | Четвертьфинал | Четвертьфинал | Четвертьфинал | Полуфинал     | Полуфинал     | Полуфинал     | Финал   | Финал   | Итоговое место |
| Соревнование              | Спортсмены                                | Заезд                 | Время                 | Место                 | Заезд            | Время            | Место            | Заезд         | Время         | Место         | Заезд         | Время         | Место         | Время   | Место   | Итоговое место |
| ------------------------- | ----------------------------------------- | --------------------- | --------------------- | --------------------- | ---------------- | ---------------- | ---------------- | ------------- | ------------- | ------------- | ------------- | ------------- | ------------- | ------- | ------- | -------------- |
| одиночки                  | Чжан Лян                                  | 5                     | 6:50,71               | 2 Q                   | Не участвовал    | Не участвовал    | Не участвовал    | 3             | 7:02,03       | 3 Q           | Полуфинал A/B | Полуфинал A/B | Полуфинал A/B | Финал B | Финал B | 11             |
| одиночки                  | Чжан Лян                                  | 5                     | 6:50,71               | 2 Q                   | Не участвовал    | Не участвовал    | Не участвовал    | 3             | 7:02,03       | 3 Q           | 2             | 7:31,52       | 5             | 7:25,64 | 5       | 11             |
| Парные двойки, лёгкий вес | Сунь Цзе Чжан Фанбин                      |                       |                       |                       |                  |                  |                  |               |               |               |               |               |               |         |         |                |
| Четвёрки, лёгкий вес      | Хуан Чжэ Ван Тесинь Юй Чэнган Чжан Голинь |                       |                       |                       |                  |                  |                  |               |               |               |               |               |               |         |         |                |

Женщины
| Соревнование              | Спортсмены                                | Отборочная гонка | Отборочная гонка | Четвертьфинал/ Дополнительная гонка | Четвертьфинал/ Дополнительная гонка | Полуфинал | Полуфинал | Финал | Финал |
| Соревнование              | Спортсмены                                | Время            | Место            | Время                               | Место                               | Время     | Место     | Время | Место |
| ------------------------- | ----------------------------------------- | ---------------- | ---------------- | ----------------------------------- | ----------------------------------- | --------- | --------- | ----- | ----- |
| Одиночки                  | Чжан Сююнь                                |                  |                  |                                     |                                     |           |           |       |       |
| Двойки                    | Гао Юйлань Чжан Ягэ                       |                  |                  |                                     |                                     |           |           |       |       |
| Парные двойки             | Ван Минь Чжу Вэйвэй                       |                  |                  |                                     |                                     |           |           |       |       |
| Парные двойки, лёгкий вес | Хуан Вэньи Сюй Дунсян                     |                  |                  |                                     |                                     |           |           |       |       |
| Парные четвёрки           | Цзинь Цзывэй Тан Бинь Тянь Лян Чжан Янъян |                  |                  |                                     |                                     |           |           |       |       |

### Бадминтон
Спортсменов — 17
Мужчины
| Соревнование     | Спортсмены          | Групповой этап                            | Групповой этап                                  | Групповой этап                              | 1/8 финала                            | 1/4 финала                               | 1/2 финала                                   | Финал                                     | Финал                 |
| Соревнование     | Спортсмены          | 1 матч                                    | 2 матч                                          | 3 матч                                      | 1/8 финала                            | 1/4 финала                               | 1/2 финала                                   | Финал                                     | Финал                 |
| Соревнование     | Спортсмены          | Соперник Счёт                             | Соперник Счёт                                   | Соперник Счёт                               | Соперник Счёт                         | Соперник Счёт                            | Соперник Счёт                                | Соперник Счёт                             | Место                 |
| ---------------- | ------------------- | ----------------------------------------- | ----------------------------------------------- | ------------------------------------------- | ------------------------------------- | ---------------------------------------- | -------------------------------------------- | ----------------------------------------- | --------------------- |
| Одиночный разряд | Линь Дань           | Группа P                                  | Группа P                                        | Группа P                                    | Т. Хидаят (INA) В 21:9, 21:12         | Сё Сасаки (JPN) В 21:12, 16:21, 21:15    | Ли Хён Иль (KOR) В 21:12, 21:10              | Ли Чонг Вей (MAS) В 15:21, 21:10, 21:19   | 1                     |
| Одиночный разряд | Линь Дань           | С. Эванс (IRL) В 21:8, 21:14              | Не участвовал                                   | Не участвовал                               | Т. Хидаят (INA) В 21:9, 21:12         | Сё Сасаки (JPN) В 21:12, 16:21, 21:15    | Ли Хён Иль (KOR) В 21:12, 21:10              | Ли Чонг Вей (MAS) В 15:21, 21:10, 21:19   | 1                     |
| Одиночный разряд | Чэнь Лун            | Группа E                                  | Группа E                                        | Группа E                                    | Вонг Вингкхэй (HKG) В 21:17, 21:17    | П. Гаде (DEN) В 21:16, 21:13             | Ли Чонг Вей (MAS) П 13:21, 14:21             | Ли Хён Иль (KOR) В 21:12, 15:21, 21:15    | 3                     |
| Одиночный разряд | Чэнь Лун            | Бунсак Понсана (THA) В 21:12, 21:17       | Не участвовал                                   | Не участвовал                               | Вонг Вингкхэй (HKG) В 21:17, 21:17    | П. Гаде (DEN) В 21:16, 21:13             | Ли Чонг Вей (MAS) П 13:21, 14:21             | Ли Хён Иль (KOR) В 21:12, 15:21, 21:15    | 3                     |
| Одиночный разряд | Чэнь Цзинь          | Группа L                                  | Группа L                                        | Группа L                                    | М. Цвиблер (GER) В 19:21, 21:12, 21:9 | Ли Хён Иль (KOR) П 15:21, 16:21          | Завершил выступление                         | Завершил выступление                      | Завершил выступление  |
| Одиночный разряд | Чэнь Цзинь          | П. Ваха (POL) В 21:15, 21:8               | Не участвовал                                   | Не участвовал                               | М. Цвиблер (GER) В 19:21, 21:12, 21:9 | Ли Хён Иль (KOR) П 15:21, 16:21          | Завершил выступление                         | Завершил выступление                      | Завершил выступление  |
| Парный разряд    | Цай Янь Фу Хайфэн   | Группа A                                  | Группа A                                        | Группа A                                    |                                       | Чай Бяо Го Чжэньдун (CHN) В 21:15, 21:19 | Ку Кенькит Тань Буньхёнг (MAS) В 21:9, 21:19 | М. Боэ / К. Могенсен (DEN) В 21:16, 21:15 | 1                     |
| Парный разряд    | Цай Янь Фу Хайфэн   | Р. Смит / Г. Варфе (AUS) В 21:11, 21:17   | И. Киндерфатер/ Й. Шёттлер (GER) В 22:20, 21:16 | Фан Цземинь / Ли Шэнму (TPE) В 21:19, 21:13 |                                       | Чай Бяо Го Чжэньдун (CHN) В 21:15, 21:19 | Ку Кенькит Тань Буньхёнг (MAS) В 21:9, 21:19 | М. Боэ / К. Могенсен (DEN) В 21:16, 21:15 | 1                     |
| Парный разряд    | Чай Бяо Го Чжэньдун | Группа C                                  | Группа C                                        | Группа C                                    |                                       | Цай Янь Фу Хайфэн (CHN) П 15:21, 19:21   | Завершили выступление                        | Завершили выступление                     | Завершили выступление |
| Парный разряд    | Чай Бяо Го Чжэньдун | Д. Джеймс / В. Фильюн (RSA) В 21:6, 21:12 | В. Иванов И. Созонов (RUS) В 23:21, 21:15       | М. Боэ / К. Могенсен (DEN) П 14:21, 19:21   |                                       | Цай Янь Фу Хайфэн (CHN) П 15:21, 19:21   | Завершили выступление                        | Завершили выступление                     | Завершили выступление |

Женщины
| Соревнование     | Спортсмены           | Групповой этап | Групповой этап | Групповой этап | 1/8 финала    | 1/4 финала    | 1/2 финала    | Финал         | Финал |
| Соревнование     | Спортсмены           | 1 матч         | 2 матч         | 3 матч         | 1/8 финала    | 1/4 финала    | 1/2 финала    | Финал         | Финал |
| Соревнование     | Спортсмены           | Соперник Счёт  | Соперник Счёт  | Соперник Счёт  | Соперник Счёт | Соперник Счёт | Соперник Счёт | Соперник Счёт | Место |
| ---------------- | -------------------- | -------------- | -------------- | -------------- | ------------- | ------------- | ------------- | ------------- | ----- |
| Одиночный разряд | Ван Ихань            |                |                |                |               |               |               |               |       |
| Одиночный разряд | Ван Синь             |                |                |                |               |               |               |               |       |
| Одиночный разряд | Ван Шисянь           |                |                |                |               |               |               |               |       |
| Парный разряд    | Ван Сяоли Юй Ян      |                |                |                |               |               |               |               |       |
| Парный разряд    | Тянь Цин Чжао Юньлэй |                |                |                |               |               |               |               |       |

Микст
| Соревнование | Спортсмены            | Групповой этап | Групповой этап | Групповой этап | 1/8 финала    | 1/4 финала    | 1/2 финала    | Финал         | Финал |
| Соревнование | Спортсмены            | 1 матч         | 2 матч         | 3 матч         | 1/8 финала    | 1/4 финала    | 1/2 финала    | Финал         | Финал |
| Соревнование | Спортсмены            | Соперник Счёт  | Соперник Счёт  | Соперник Счёт  | Соперник Счёт | Соперник Счёт | Соперник Счёт | Соперник Счёт | Место |
| ------------ | --------------------- | -------------- | -------------- | -------------- | ------------- | ------------- | ------------- | ------------- | ----- |
| Микст        | Чжан Нань Чжао Юньлэй |                |                |                |               |               |               |               |       |
| Микст        | Сюй Чэнь Ма Цзинь     |                |                |                |               |               |               |               |       |

### Баскетбол
Спортсменов — 24

#### Мужчины
Состав команды
| Мужская сборная Китая по баскетболу   | Мужская сборная Китая по баскетболу | Мужская сборная Китая по баскетболу | Мужская сборная Китая по баскетболу | Мужская сборная Китая по баскетболу | Мужская сборная Китая по баскетболу |
| Позиция                               | №                                   | Имя                                 | Возраст и дата рождения             | Рост                                | Клуб                                |
| ------------------------------------- | ----------------------------------- | ----------------------------------- | ----------------------------------- | ----------------------------------- | ----------------------------------- |
| Ф                                     | 4                                   | Дин Цзиньхуэй                       | 22 — 27 октября 1989                | 2,04 м                              | Чжэцзян Голден Буллз                |
| З                                     | 5                                   | Лю Вэй                              | 32 — 15 января 1980                 | 1,90 м                              | Шанхай Шаркс                        |
| Ф                                     | 6                                   | И Ли                                | 24 — 7 ноября 1987                  | 2,03 м                              | Цзянсу Дрэгонс                      |
| АЗ                                    | 7                                   | Ван Шипэн                           | 29 — 6 апреля 1983                  | 1,98 м                              | Гуандун Саузерн Тайгерс             |
| ЛФ                                    | 8                                   | Чжу Фанъюй                          | 29 — 5 января 1983                  | 2,01 м                              | Гуандун Саузерн Тайгерс             |
| Ф                                     | 9                                   | Сунь Юэ                             | 26 — 6 ноября 1985                  | 2,06 м                              | Бэйцзин Олимпианс                   |
| Ц                                     | 10                                  | Чжан Чжаосюй                        | 24 — 18 ноября 1987                 | 2,21 м                              | Шанхайские акулы                    |
| Ф/Ц                                   | 11                                  | И Цзяньлянь                         | 24 — 27 октября 1987                | 2,12 м                              | Даллас Маверикс                     |
| РЗ                                    | 12                                  | Го Айлунь                           | 18 — 14 ноября 1993                 | 1,92 м                              | Ляонин Динозаурс                    |
| АЗ                                    | 13                                  | Чэнь Цзянхуа                        | 23 — 12 марта 1989                  | 1,88 м                              | Гуандун Саузерн Тайгерс             |
| Ц                                     | 14                                  | Ван Чжичжи                          | 33 — 8 июля 1979                    | 2,15 м                              | Баи Рокетс                          |
| Ф                                     | 15                                  | Чжоу Пэн                            | 22 — 11 октября 1989                | 2,10 м                              | Гуандун Саузерн Тайгерс             |
| Главный тренер: Боб Доневальд-младший |                                     |                                     |                                     |                                     |                                     |

Результаты
Групповой этап (Группа B)
| Место | Сборная        | В | П | МЗ  | МП  | МР   | Очки |
| ----- | -------------- | - | - | --- | --- | ---- | ---- |
| 1     | Россия         | 4 | 1 | 400 | 359 | +41  | 9    |
| 2     | Бразилия       | 4 | 1 | 402 | 349 | +53  | 9    |
| 3     | Испания        | 3 | 2 | 414 | 394 | +20  | 8    |
| 4     | Австралия      | 3 | 2 | 410 | 373 | +37  | 8    |
| 5     | Великобритания | 1 | 4 | 370 | 405 | −35  | 6    |
| 6     | Китай          | 0 | 5 | 313 | 439 | −126 | 5    |

| 29 июля 2012 16:45 (UTC+1) |                            | Испания | 97:81 | Китай | Баскетбольная арена, Лондон |
| 29 июля 2012 16:45 (UTC+1) | 19:17, 34:24, 16:19, 28:21 |         |       |       | Баскетбольная арена, Лондон |

| 31 июля 2012 09:00 (UTC+1) |                            | Китай | 54:73 | Россия | Баскетбольная арена, Лондон |
| 31 июля 2012 09:00 (UTC+1) | 12:20, 13:20, 14:21, 15:12 |       |       |        | Баскетбольная арена, Лондон |

| 2 августа 2012 11:15 (UTC+1) |                           | Австралия | 81:61 | Китай | Баскетбольная арена, Лондон |
| 2 августа 2012 11:15 (UTC+1) | 21:22, 28:11, 12:19, 20:9 |           |       |       | Баскетбольная арена, Лондон |

| 4 августа 2012 16:45 (UTC+1) |                            | Китай | 59:98 | Бразилия | Баскетбольная арена, Лондон |
| 4 августа 2012 16:45 (UTC+1) | 11:25, 10:17, 17:28, 21:28 |       |       |          | Баскетбольная арена, Лондон |

| 6 августа 2012 16:45 (UTC+1) |                            | Великобритания | 90:58 | Китай | Баскетбольная арена, Лондон |
| 6 августа 2012 16:45 (UTC+1) | 27:15, 19:16, 26:17, 18:10 |                |       |       | Баскетбольная арена, Лондон |

#### Женщины
Состав команды
Результаты
Группа A
| Место | Команда  | Игры | Поб | Пор | Забито | Пропущено | +/-  | Очки |
| ----- | -------- | ---- | --- | --- | ------ | --------- | ---- | ---- |
| 1     | США      | 5    | 5   | 0   | 462    | 279       | +183 | 10   |
| 2     | Турция   | 5    | 4   | 1   | 343    | 316       | +27  | 9    |
| 3     | Китай    | 5    | 3   | 2   | 346    | 363       | −17  | 8    |
| 4     | Чехия    | 5    | 2   | 3   | 346    | 332       | +14  | 7    |
| 5     | Хорватия | 5    | 1   | 4   | 324    | 379       | −55  | 6    |
| 6     | Ангола   | 5    | 0   | 5   | 243    | 395       | −152 | 5    |

| 28 июля 2012 9:00 (GMT+1) | Отчёт | Китай                      | 66:57    | Чехия            | Баскетбольная арена, Лондон Судьи: Хорхе Васкес ; Воан Мейберри ; Кароль Делоне |
| 28 июля 2012 9:00 (GMT+1) | Отчёт | 20:16, 16:13, 15:15, 15:13 |          |                  | Баскетбольная арена, Лондон Судьи: Хорхе Васкес ; Воан Мейберри ; Кароль Делоне |
| 28 июля 2012 9:00 (GMT+1) | Отчёт | Ма Цзенюй 16               | Очки     | Эва Витечкова 14 | Баскетбольная арена, Лондон Судьи: Хорхе Васкес ; Воан Мейберри ; Кароль Делоне |
| 28 июля 2012 9:00 (GMT+1) | Отчёт | Чень Нан 8                 | Подборы  | Гана Горакова 9  | Баскетбольная арена, Лондон Судьи: Хорхе Васкес ; Воан Мейберри ; Кароль Делоне |
| 28 июля 2012 9:00 (GMT+1) | Отчёт | Цзи Яньянь 6               | Передачи | Три игрока по 3  | Баскетбольная арена, Лондон Судьи: Хорхе Васкес ; Воан Мейберри ; Кароль Делоне |

| 30 июля 2012 9:00 (GMT+1) | Отчёт | Хорватия                     | 58:83    | Китай        | Баскетбольная арена, Лондон Судьи: Майкл Айлен ; Елена Чернова ; Фелиция Гринтер |
| 30 июля 2012 9:00 (GMT+1) | Отчёт | 21:24, 10:15, 14:25, 13:19   |          |              | Баскетбольная арена, Лондон Судьи: Майкл Айлен ; Елена Чернова ; Фелиция Гринтер |
| 30 июля 2012 9:00 (GMT+1) | Отчёт | Сандра Мандир 22             | Очки     | Чэнь Нань 28 | Баскетбольная арена, Лондон Судьи: Майкл Айлен ; Елена Чернова ; Фелиция Гринтер |
| 30 июля 2012 9:00 (GMT+1) | Отчёт | Елена Ивезич 6               | Подборы  | Чэнь Нань 10 | Баскетбольная арена, Лондон Судьи: Майкл Айлен ; Елена Чернова ; Фелиция Гринтер |
| 30 июля 2012 9:00 (GMT+1) | Отчёт | Анджа Елавич, Ана Лелас по 4 | Передачи | Мяо Лицзе 10 | Баскетбольная арена, Лондон Судьи: Майкл Айлен ; Елена Чернова ; Фелиция Гринтер |

| 1 августа 2012 11:15 (GMT+1) | Отчёт | Китай                       | 76:52    | Ангола            | Баскетбольная арена, Лондон Судьи: Христос Христодулу ; Самир Абаакиль ; Шехал Бендке |
| 1 августа 2012 11:15 (GMT+1) | Отчёт | 15:13, 18:18, 24:6, 19:15   |          |                   | Баскетбольная арена, Лондон Судьи: Христос Христодулу ; Самир Абаакиль ; Шехал Бендке |
| 1 августа 2012 11:15 (GMT+1) | Отчёт | Чэнь Нань, Ма Цзэнъюй по 15 | Очки     | Соня Гуадалупе 12 | Баскетбольная арена, Лондон Судьи: Христос Христодулу ; Самир Абаакиль ; Шехал Бендке |
| 1 августа 2012 11:15 (GMT+1) | Отчёт | Гуань Синь 9                | Подборы  | Луиза Томаш 9     | Баскетбольная арена, Лондон Судьи: Христос Христодулу ; Самир Абаакиль ; Шехал Бендке |
| 1 августа 2012 11:15 (GMT+1) | Отчёт | Мяо Лицзе 5                 | Передачи | Три игрока по 2   | Баскетбольная арена, Лондон Судьи: Христос Христодулу ; Самир Абаакиль ; Шехал Бендке |

| 3 августа 2012 16:45 (GMT+1) | Отчёт | Турция                     | 82:55    | Китай                      | Баскетбольная арена, Лондон Судьи: Карл Юнгебранд ; Фелиция Гринтер ; Воан Мейберри |
| 3 августа 2012 16:45 (GMT+1) | Отчёт | 26:13, 13:14, 20:16, 23:12 |          |                            | Баскетбольная арена, Лондон Судьи: Карл Юнгебранд ; Фелиция Гринтер ; Воан Мейберри |
| 3 августа 2012 16:45 (GMT+1) | Отчёт | Неврие Йилмаз 16           | Очки     | Чэнь Нань 19               | Баскетбольная арена, Лондон Судьи: Карл Юнгебранд ; Фелиция Гринтер ; Воан Мейберри |
| 3 августа 2012 16:45 (GMT+1) | Отчёт | Кванитра Холлингсворт 11   | Подборы  | Чэнь Нань, Ма Цзэнъюй по 8 | Баскетбольная арена, Лондон Судьи: Карл Юнгебранд ; Фелиция Гринтер ; Воан Мейберри |
| 3 августа 2012 16:45 (GMT+1) | Отчёт | Ишил Албен 5               | Передачи | Мяо Лицзе 6                | Баскетбольная арена, Лондон Судьи: Карл Юнгебранд ; Фелиция Гринтер ; Воан Мейберри |

| 5 августа 2012 16:45 (GMT+1) | Отчёт | Китай                     | 66:114   | США               | Баскетбольная арена, Лондон Судьи: Гуэррино Черебук ; Борис Рыжик ; Кароль Делоне |
| 5 августа 2012 16:45 (GMT+1) | Отчёт | 28:31, 8:30, 12:33, 18:20 |          |                   | Баскетбольная арена, Лондон Судьи: Гуэррино Черебук ; Борис Рыжик ; Кароль Делоне |
| 5 августа 2012 16:45 (GMT+1) | Отчёт | Сун Сяоюнь 15             | Очки     | Дайана Таурази 22 | Баскетбольная арена, Лондон Судьи: Гуэррино Черебук ; Борис Рыжик ; Кароль Делоне |
| 5 августа 2012 16:45 (GMT+1) | Отчёт | Три игрока по 3           | Подборы  | Майя Мур 7        | Баскетбольная арена, Лондон Судьи: Гуэррино Черебук ; Борис Рыжик ; Кароль Делоне |
| 5 августа 2012 16:45 (GMT+1) | Отчёт | Мяо Лицзе 8               | Передачи | Тамика Катчингс 7 | Баскетбольная арена, Лондон Судьи: Гуэррино Черебук ; Борис Рыжик ; Кароль Делоне |

Четвертьфинал
| 7 августа 2012 16:15 (GMT+1) | Отчёт | Австралия                 | 75:60    | Китай         | Баскетбольная арена, Лондон Судьи: Олег Латышев ; Елена Чернова ; Кароль Делоне |
| 7 августа 2012 16:15 (GMT+1) | Отчёт | 22:16, 13:20, 20:16, 20:8 |          |               | Баскетбольная арена, Лондон Судьи: Олег Латышев ; Елена Чернова ; Кароль Делоне |
| 7 августа 2012 16:15 (GMT+1) | Отчёт | Лиз Камбейдж 17           | Очки     | Ма Цзэнъюй 15 | Баскетбольная арена, Лондон Судьи: Олег Латышев ; Елена Чернова ; Кароль Делоне |
| 7 августа 2012 16:15 (GMT+1) | Отчёт | Сюзи Баткович 9           | Подборы  | Чэнь Нань 7   | Баскетбольная арена, Лондон Судьи: Олег Латышев ; Елена Чернова ; Кароль Делоне |
| 7 августа 2012 16:15 (GMT+1) | Отчёт | Саманта Ричардс 6         | Передачи | Гао Сун 3     | Баскетбольная арена, Лондон Судьи: Олег Латышев ; Елена Чернова ; Кароль Делоне |

### Бокс
Спортсменов — 9
Мужчины
| Соревнование | Спортсмены           | Первый раунд                  | Второй раунд                  | Четвертьфинал                | Полуфинал                 | Финал                       | Место                |
| Соревнование | Спортсмены           | Соперник Результат            | Соперник Результат            | Соперник Результат           | Соперник Результат        | Соперник Результат          | Место                |
| ------------ | -------------------- | ----------------------------- | ----------------------------- | ---------------------------- | ------------------------- | --------------------------- | -------------------- |
| до 49 кг     | Цзоу Шимин           |                               | Йосвани Вейтия (CUB) В 14-11  | Биржан Жакыпов (KAZ) В 13-10 | Пэдди Барнс (IRL) В 15±15 | Кеу Понгпраюн (THA) В 13-10 | 1                    |
| до 60 кг     | Лю Цян               | Люк Джексон (AUS) В 20-7      | Ясниэль Толедо (CUB) П 10-14  | Завершил выступление         | Завершил выступление      | Завершил выступление        | Завершил выступление |
| до 69 кг     | Цюн Маймайтитуэрсунь | Андрей Замковой (RUS) П 11-16 | Завершил выступление          | Завершил выступление         | Завершил выступление      | Завершил выступление        | Завершил выступление |
| до 81 кг     | Мэн Фаньлун          | Ахмед Барки (MAR) В 8-17      | Ямагути Фалкан (BRA) П 17-17+ | Завершил выступление         | Завершил выступление      | Завершил выступление        | Завершил выступление |
| до 91 кг     | Ван Сюаньсюань       |                               | Тервел Пулев (BUL) П 7-10     | Завершил выступление         | Завершил выступление      | Завершил выступление        | Завершил выступление |
| свыше 91 кг  | Чжан Чжилэй          |                               | Йохан Линде (AUS) В RSC       | Энтони Джошуа (GBR) П 11-15  | Завершил выступление      | Завершил выступление        | Завершил выступление |

Женщины
| Соревнование | Спортсмены    | Первый раунд                 | Четвертьфинал                | Полуфинал                       | Финал                     | Место                 |
| Соревнование | Спортсмены    | Соперник Результат           | Соперник Результат           | Соперник Результат              | Соперник Результат        | Место                 |
| ------------ | ------------- | ---------------------------- | ---------------------------- | ------------------------------- | ------------------------- | --------------------- |
| до 51 кг     | Жэнь Цаньцань |                              | Елена Савельева (RUS) В 12-7 | Марлен Эспарса (USA) В 10-8     | Никола Адамс (GBR) П 7-16 | 2                     |
| до 60 кг     | Дун Чэн       | Михаэла Лэкэтуш (ROU) В 10-5 | Мавзуна Чориева (TJK) П 8-13 | Завершила выступление           | Завершила выступление     | Завершила выступление |
| до 75 кг     | Ли Цзиньцзы   | Розели Фейтоза (BRA) В 19-14 | Мэри Спенсер (CAN) В 17-14   | Надежда Торлопова (RUS) П 10-12 | Завершила выступление     | 3                     |

### Велоспорт

#### Трековый велоспорт
Мужчины
| Соревнование     | Спортсмены                   | Квалификация | Квалификация | Первый раунд   | Второй раунд   | 1\4 финала     | 1\2 финала     | Финал Матч за 3-е место | Место |
| Соревнование     | Спортсмены                   | Время        | Место        | Соперник Время | Соперник Время | Соперник Время | Соперник Время | Соперник Время Очки     | Место |
| ---------------- | ---------------------------- | ------------ | ------------ | -------------- | -------------- | -------------- | -------------- | ----------------------- | ----- |
| Спринт           | Чжан Лэй                     |              |              |                |                |                |                |                         |       |
| Спринт           | Чжан Лэй                     | Перезаезд    |              |                |                |                |                |                         |       |
| Командный спринт | Чэн Чансун Чжан Лэй Чжан Мяо |              |              |                |                |                |                |                         |       |

Женщины
| Соревнование                  | Спортсмены                       | Квалификация | Квалификация | Первый раунд   | Второй раунд   | 1\4 финала     | 1\2 финала     | Финал Матч за 3-е место | Место |
| Соревнование                  | Спортсмены                       | Время        | Место        | Соперник Время | Соперник Время | Соперник Время | Соперник Время | Соперник Время Очки     | Место |
| ----------------------------- | -------------------------------- | ------------ | ------------ | -------------- | -------------- | -------------- | -------------- | ----------------------- | ----- |
| Спринт                        | Го Шуан                          |              |              |                |                |                |                |                         |       |
| Спринт                        | Го Шуан                          | Перезаезд    |              |                |                |                |                |                         |       |
| Командный спринт              | Гун Цзиньцзе Го Шуан             |              |              |                |                |                |                |                         |       |
| Командная гонка преследования | Цзян Фань Цзян Вэньвэнь Лян Цзин |              |              |                |                |                |                |                         |       |
| Омниум                        | Хуан Ли                          |              |              |                |                |                |                |                         |       |

Кейрин
Мужчины
| Соревнование | Спортсмен | Первый раунд | Перезаезд | Полуфинал | Финал |
| Соревнование | Спортсмен | Место        | Место     | Место     | Место |
| ------------ | --------- | ------------ | --------- | --------- | ----- |
| кейрин       | Чжан Лэй  |              |           |           |       |

Женщины
| Соревнование | Спортсмен | Первый раунд | Перезаезд | Полуфинал | Финал |
| Соревнование | Спортсмен | Место        | Место     | Место     | Место |
| ------------ | --------- | ------------ | --------- | --------- | ----- |
| кейрин       | Го Шуан   | 1            |           | 3         | 2     |

#### Маунтинбайк
Мужчины
| Соревнование | Спортсмены | Результат | Место |
| ------------ | ---------- | --------- | ----- |
| Кросс-кантри | Тун Вэйсун | 3 круга   | 41    |

Женщины
| Соревнование | Спортсмены | Результат | Место |
| ------------ | ---------- | --------- | ----- |
| Кросс-кантри | Ши Цинлань | 1:35:28   | 12    |

### Водные виды спорта

#### Плавание
Спортсменов — 38
В следующий раунд на каждой дистанции проходят лучшие спортсмены по времени, независимо от места занятого в своём заплыве.
Мужчины
| Соревнование                 | Спортсмен                                                         | Предварительные заплывы | Предварительные заплывы | Полуфиналы           | Полуфиналы           | Финал                 | Финал                 |
| Соревнование                 | Спортсмен                                                         | Результат               | Место                   | Результат            | Место                | Результат             | Место                 |
| ---------------------------- | ----------------------------------------------------------------- | ----------------------- | ----------------------- | -------------------- | -------------------- | --------------------- | --------------------- |
| 50 м вольный стиль           | Ян Ши                                                             | 22,64                   | 26                      | Завершил выступление | Завершил выступление | Завершил выступление  | Завершил выступление  |
| 100 м вольный стиль          | Люй Чжиу                                                          | DNS                     | DNS                     | Завершил выступление | Завершил выступление | Завершил выступление  | Завершил выступление  |
| 200 м вольный стиль          | Ли Юньци                                                          | 1:48.72                 | 23                      | Завершил выступление | Завершил выступление | Завершил выступление  | Завершил выступление  |
| 200 м вольный стиль          | Сунь Ян                                                           | 1:46.24                 | 1                       | 1:45.61              | 1                    | 1:44.93               | 2                     |
| 400 м вольный стиль          | Хао Юнь                                                           | 3:46.88                 | 6                       |                      |                      | 3:46.02               | 4                     |
| 400 м вольный стиль          | Сунь Ян                                                           | 3:45.07                 | 1                       |                      |                      | 3:40.14 ОР            | 1                     |
| 1500 м вольный стиль         | Дай Цзюнь                                                         | 15:13.90                | 15                      |                      |                      | Завершил выступление  | Завершил выступление  |
| 1500 м вольный стиль         | Сунь Ян                                                           | 14:43.25                | 1                       |                      |                      | 14:31.02 МР           | 1                     |
| 100 м баттерфляй             | Чжоу Цзявэй                                                       | 52.03                   | 8                       | 52.30                | 13                   | Завершил выступление  | Завершил выступление  |
| 200 м баттерфляй             | Чэнь Инь                                                          | 1:55.60                 | 6                       | 1:54.43              | 3                    | 1:55.18               | 8                     |
| 200 м баттерфляй             | У Пэн                                                             | 1:55.88                 | 10                      | 1:55.65              | 11                   | Завершил выступление  | Завершил выступление  |
| 100 м на спине               | Чэн Фэйи                                                          | 53.22                   | 2                       | 53.50                | 6                    | 53.77                 | 8                     |
| 100 м на спине               | Хэ Цзяньбинь                                                      | 54.81                   | 21                      | Завершил выступление | Завершил выступление | Завершил выступление  | Завершил выступление  |
| 200 м на спине               | Сюй Цзяюй                                                         | 2:00.26                 | 28                      | Завершил выступление | Завершил выступление | Завершил выступление  | Завершил выступление  |
| 200 м на спине               | Чжан Фэнлинь                                                      | 1:56.71                 | 3                       | 1:55.56              | 3                    | 1:55.59               | 4                     |
| 100 м брасс                  | Ли Сяянь                                                          | 1:01.55                 | 28                      | Завершил выступление | Завершил выступление | Завершил выступление  | Завершил выступление  |
| 200 м брасс                  | Чэнь Чэн                                                          | 2:19.83                 | 33                      | Завершил выступление | Завершил выступление | Завершил выступление  | Завершил выступление  |
| 200 м комплекс               | Ван Шунь                                                          | 2:00.85                 | 22                      | Завершил выступление | Завершил выступление | Завершил выступление  | Завершил выступление  |
| 200 м комплекс               | У Пэн                                                             | 2:01.43                 | 30                      | Завершил выступление | Завершил выступление | Завершил выступление  | Завершил выступление  |
| 400 м комплекс               | Ван Чэнсян                                                        | 4:15.57                 | 14                      |                      |                      | Завершил выступление  | Завершил выступление  |
| 400 м комплекс               | Ян Чжисянь                                                        | 4:15.45                 | 12                      |                      |                      | Завершил выступление  | Завершил выступление  |
| 4×100 м вольный стиль        | Чэнь Цзо Хэ Цзяньбинь Люй Чжиу Ши Тэнфэй Чжан Эньцзянь            | 3:17.00                 | 11                      |                      |                      | Завершили выступление | Завершили выступление |
| 4×200 м вольный стиль        | Хао Юнь Цзян Хайци Ли Юньци Люй Чжиу Сунь Ян                      | 7:11.35                 | 6                       |                      |                      | 7:06.30               | 3                     |
| 4×100 метров комбинированная | Чэнь Вэйу Чэн Чэнь Хэ Цзяньбинь Хуан Юнькунь Люй Чжиу Чжоу Цзявэй | 3:34.65                 | 11                      |                      |                      | Завершили выступление | Завершили выступление |

Женщины
| Соревнование                 | Спортсмен                                                       | Предварительный раунд | Предварительный раунд | Полуфинал             | Полуфинал             | Финал                 | Финал                 |
| Соревнование                 | Спортсмен                                                       | Результат             | Место                 | Результат             | Место                 | Результат             | Место                 |
| ---------------------------- | --------------------------------------------------------------- | --------------------- | --------------------- | --------------------- | --------------------- | --------------------- | --------------------- |
| 50 м вольный стиль           | Чжу Цяньвэй                                                     | 25.54                 | '24                   | Завершила выступление | Завершила выступление | Завершила выступление | Завершила выступление |
| 100 м вольный стиль          | Тан И                                                           | 53.28                 | 1                     | 53.60                 | 4                     | 53.44                 | 3                     |
| 200 м вольный стиль          | Сун Вэньянь                                                     | 1:59.47               | 21                    | Завершила выступление | Завершила выступление | Завершила выступление | Завершила выступление |
| 200 м вольный стиль          | Ван Шицзя                                                       | 1:58.73               | 14                    | 1:58.63               | 15                    | Завершила выступление | Завершила выступление |
| 400 м вольный стиль          | Ли Сюаньсюй                                                     | 4:10.95               | 19                    |                       |                       | Завершила выступление | Завершила выступление |
| 400 м вольный стиль          | Шао Ивэнь                                                       | 4:08.41               | 14                    |                       |                       | Завершила выступление | Завершила выступление |
| 800 м вольный стиль          | Синь Синь                                                       | 8:40.88               | 24                    |                       |                       | Завершила выступление | Завершила выступление |
| 800 м вольный стиль          | Шао Ивэнь                                                       | 8:27.78               | 9                     |                       |                       | Завершила выступление | Завершила выступление |
| 100 м на спине               | Фу Юаньхуэй                                                     | 59.96                 | 8                     | 59.82                 | 8                     | 1:00.50               | 8                     |
| 100 м на спине               | Чжао Цзин                                                       | 59.97                 | 9                     | 59.55                 | 5                     | 59.23                 | 6                     |
| 200 м на спине               | Бай Аньци                                                       | 2:11.26               | 19                    | Завершила выступление | Завершила выступление | Завершила выступление | Завершила выступление |
| 200 м на спине               | Яо Игэ                                                          | 2:12.14               | 22                    | Завершила выступление | Завершила выступление | Завершила выступление | Завершила выступление |
| 100 м брасс                  | Лю Сяоюй                                                        | 1:07.99               | 17                    | Завершила выступление | Завершила выступление | Завершила выступление | Завершила выступление |
| 100 м брасс                  | Чжао Цзинь                                                      | 1:07.68               | 13                    | 1:07.97               | 15                    | Завершила выступление | Завершила выступление |
| 200 м брасс                  | Цзи Липин                                                       | 2:25.76               | 7                     | 2:27.26               | 13                    | Завершила выступление | Завершила выступление |
| 200 м брасс                  | Сунь Е                                                          | 2:27.94               | 24                    | Завершила выступление | Завершила выступление | Завершила выступление | Завершила выступление |
| 100 м баттерфляй             | Цзяо Люян                                                       | 57.71                 | 6                     | 58.04                 | 9                     | Завершила выступление | Завершила выступление |
| 100 м баттерфляй             | Лу Ин                                                           | 57.17                 | 2                     | 57.51                 | 6                     | 56.87                 | 2                     |
| 200 м баттерфляй             | Цзяо Люян                                                       | 2:07.15               | 2                     | 2:06.10               | 2                     | 2:04.06 ОР            | 1                     |
| 200 м баттерфляй             | Лю Цзыгэ                                                        | 2:08.72               | 11                    | 2:06.99               | 6                     | 2:07.77               | 8                     |
| 200 м комплекс               | Ли Цзясин                                                       | 2:13.43               | 13                    | 2:12.69               | 11                    | Завершила выступление | Завершила выступление |
| 200 м комплекс               | Е Шивэнь                                                        | 2:08.90               | 1                     | 2:08.39 ОР            | 1                     | 2:07.57 ОР            | 1                     |
| 400 м комплекс               | Ли Сюаньсюй                                                     | 4:34.28               | 4                     |                       |                       | 4:32.91               | 3                     |
| 400 м комплекс               | Е Шивэнь                                                        | 4:31.73               | 2                     |                       |                       | 4:28.43 МР            | 1                     |
| 4×100 м вольный стиль        | Тан И Цю Юйхань Ван Хайбин Ван Шицзя Пан Цзяин                  | 3:37.91               | 4                     |                       |                       | 3:36.75               | 4                     |
| 4×200 м вольный стиль        | Чжу Цяньвэй Лю Цзин Чен Цянь Пан Цзяин Ван Шицзя Е Шивэнь Тан И | 7:53.66               | 6                     |                       |                       | 7:53.11               | 6                     |
| 4×100 метров комбинированная | Гао Чан Сунь Е Цзяо Люян Тан И Чжао Цзин Джи Ли Пинг Лу Ин      | 3:59.38               | 7                     |                       |                       | 3:56.41               | 5                     |

Открытая вода
| Соревнование  | Спортсмены | Результат | Отставание | Место |
| ------------- | ---------- | --------- | ---------- | ----- |
| 10 километров | Фан Яньцяо | DNS       | DNS        | DNS   |

#### Прыжки в воду
Спортсменов — 11
Мужчины
| Соревнование                 | Спортсмены        | Предварительный раунд | Предварительный раунд | Полуфинал | Полуфинал | Финал     | Финал |
| Соревнование                 | Спортсмены        | Результат             | Место                 | Результат | Место     | Результат | Место |
| ---------------------------- | ----------------- | --------------------- | --------------------- | --------- | --------- | --------- | ----- |
| Трамплин, 3 метра            | Цинь Кай          | 451.60                | '11                   | 500.35    | 3         | 541.75    | 2     |
| Трамплин, 3 метра            | Хэ Чун            | 500.90                | 2                     | 510.15    | 1         | 524.15    | 3     |
| Вышка, 10 метров             | Цю Бо             | 563.70                | 1                     | 563.55    | 1         | 566.85    | 2     |
| Вышка, 10 метров             | Чжоу Лусинь       | 532.15                | 2                     | 541.80    | 2         | 527.30    | 6     |
| Синхронный трамплин, 3 метра | Цинь Кай Ло Юйтун |                       |                       |           |           | 477,00    | 1     |
| Синхронная вышка, 10 метров  | Цю Бо Хо Лян      |                       |                       |           |           | 486.78    | 1     |

Женщины
| Соревнование                 | Спортсмены          | Предварительный раунд | Предварительный раунд | Полуфинал | Полуфинал | Финал     | Финал |
| Соревнование                 | Спортсмены          | Результат             | Место                 | Результат | Место     | Результат | Место |
| ---------------------------- | ------------------- | --------------------- | --------------------- | --------- | --------- | --------- | ----- |
| Трамплин, 3 метра            | Хэ Цзы              | 363.85                | 2                     | 354.50    | 3         | 379.20    | 2     |
| Трамплин, 3 метра            | У Минься            | 387.75                | 1                     | 394.40    | 1         | 414.00    | 1     |
| Вышка, 10 метров             | Чэнь Жолинь         | 392.35                | 1                     | 407.25    | 1         | 422.30    | 1     |
| Вышка, 10 метров             | Ху Ядань            | 337.85                | 6                     | 328.25    | 9         | 349.50    | 9     |
| Синхронный трамплин, 3 метра | Хэ Цзы У Минься     |                       |                       |           |           | 346.20    | 1     |
| Синхронная вышка, 10 метров  | Ван Хао Чэнь Жолинь |                       |                       |           |           | 368.40    | 1     |

#### Синхронное плавание
Спортсменов —
| Соревнование | Спортсменки                                                                                     | Техническая программа | Техническая программа | Произвольная программа (предварительная) | Произвольная программа (предварительная) | Произвольная программа (предварительная) | Произвольная программа (предварительная) | Произвольная программа (Финал) | Произвольная программа (Финал) | Произвольная программа (Финал) | Произвольная программа (Финал) |
| Соревнование | Спортсменки                                                                                     | Очков                 | Место                 | Очков                                    | Место                                    | Всего очков                              | Место                                    | Очков                          | Место                          | Всего очков                    | Место                          |
| ------------ | ----------------------------------------------------------------------------------------------- | --------------------- | --------------------- | ---------------------------------------- | ---------------------------------------- | ---------------------------------------- | ---------------------------------------- | ------------------------------ | ------------------------------ | ------------------------------ | ------------------------------ |
| Дуэты        | Хуан Сюэчэнь Лю Цюй                                                                             | 96.100                | 2                     | 96.710                                   | 2                                        | 192.810                                  | 2                                        | 96.770                         | 2                              | 192.870                        | 3                              |
| Группы       | Чан Сы Чэнь Сяоцзюнь Хуан Сюэчэнь Цзян Тинтин Цзян Вэньвэнь Лю Цюй Ло Цянь Сунь Вэньянь У Ивэнь | 97.000                | 2                     |                                          |                                          |                                          |                                          | 97.010                         | 2                              | 194.010                        | 2                              |

### Гимнастика
Спортсменов — 15

#### Спортивная гимнастика
В квалификационном раунде проходил отбор, как в финал командного многоборья, так и в финалы личных дисциплин. В финал индивидуального многоборья отбиралось 24 спортсмена с наивысшими результатами, а в финалы отдельных упражнений по 8 спортсменов, причём в финале личных дисциплин страна не могла быть представлена более, чем 2 спортсменами. В командном многоборье в квалификации на каждом снаряде выступали по 4 спортсмена, а в зачёт шли три лучших результата. В финале командных соревнований на каждом снаряде выступало по три спортсмена и все три результата шли в зачёт.
Мужчины
| Соревнование              | Спортсмены                                      | Квалификация | Квалификация | Финал   | Финал |
| Соревнование              | Спортсмены                                      | Баллы        | Место        | Баллы   | Место |
| ------------------------- | ----------------------------------------------- | ------------ | ------------ | ------- | ----- |
| Командное многоборье      | Го Вэйян Фэн Чжэ Цзоу Кай Чжан Чэнлун Чэнь Ибин | 269,985      | 6            | 275,997 | 1     |
| Индивидуальное многоборье |                                                 |              |              |         |       |
| Вольные упражнения        |                                                 |              |              |         |       |
| Конь                      |                                                 |              |              |         |       |
| Кольца                    |                                                 |              |              |         |       |
| Опорный прыжок            |                                                 |              |              |         |       |
| Параллельные брусья       |                                                 |              |              |         |       |
| Перекладина               |                                                 |              |              |         |       |

Женщины
| Соревнование          | Спортсмен                                              | Вольные упражнения | Вольные упражнения | Бревно | Бревно | Брусья | Брусья | Опорный прыжок | Опорный прыжок | Абсолютное первенство | Абсолютное первенство |
| Соревнование          | Спортсмен                                              | Очки               | Место              | Очки   | Место  | Очки   | Место  | Очки           | Место          | Очки                  | Место                 |
| --------------------- | ------------------------------------------------------ | ------------------ | ------------------ | ------ | ------ | ------ | ------ | -------------- | -------------- | --------------------- | --------------------- |
| абсолютное первенство | Дэн Линьлинь                                           |                    |                    |        |        |        |        |                |                |                       |                       |
| абсолютное первенство | Хэ Кэсинь                                              |                    |                    |        |        |        |        |                |                |                       |                       |
| абсолютное первенство | Хуан Цюшуан                                            |                    |                    |        |        |        |        |                |                |                       |                       |
| абсолютное первенство | Суй Лу                                                 |                    |                    |        |        |        |        |                |                |                       |                       |
| абсолютное первенство | Яо Цзиньнань                                           |                    |                    |        |        |        |        |                |                |                       |                       |
| командное первенство  | Дэн Линьлинь Хэ Кэсинь Хуан Цюшуан Суй Лу Яо Цзиньнань |                    |                    |        |        |        |        |                |                |                       |                       |

#### Художественная гимнастика
Женщины
| Соревнование              | Спортсменки | Квалификация | Квалификация | Финал                 | Финал                 |
| Соревнование              | Спортсменки | Очки         | Место        | Очки                  | Место                 |
| ------------------------- | ----------- | ------------ | ------------ | --------------------- | --------------------- |
| индивидуальное многоборье | Дэн Сэньюэ  | 108.825      | 11           | Завершила выступление | Завершила выступление |

#### Прыжки на батуте
Мужчины
| Соревнование      | Спортсмены | Квалификация | Квалификация | Финал  | Финал |
| Соревнование      | Спортсмены | Очки         | Место        | Очки   | Место |
| ----------------- | ---------- | ------------ | ------------ | ------ | ----- |
| личное первенство | Дун Дун    | 112.895      | 1            | 62.990 | 1     |
| личное первенство | Лу Чуньлун | 112.299      | 3            | 61.319 | 3     |

Женщины
| Соревнование      | Спортсмены    | Квалификация | Квалификация | Финал  | Финал |
| Соревнование      | Спортсмены    | Очки         | Место        | Очки   | Место |
| ----------------- | ------------- | ------------ | ------------ | ------ | ----- |
| личное первенство | Хэ Вэньна     | 105.500      | 1            | 55.950 | 3     |
| личное первенство | Хуан Шаньцань | 104.759      | 2            | 56.730 | 2     |

### Гребля на байдарках и каноэ
Спортсменов —

#### Гребля на гладкой воде
Мужчины
| Соревнование | Спортсмены                              | Предварительный этап | Предварительный этап | Полуфиналы | Полуфиналы | Финал                 | Финал                 |
| Соревнование | Спортсмены                              | Время                | Место                | Время      | Место      | Время                 | Место                 |
| ------------ | --------------------------------------- | -------------------- | -------------------- | ---------- | ---------- | --------------------- | --------------------- |
| Б-1, 200 м   | Чжоу Юйбо                               | 38.316               | 5                    | 39.042     | 8          | 40.157                | 16                    |
| Б-1, 1000 м  | Чжоу Юйбо                               | 3:36.994             | 4                    | 3:36.163   | 7          | 3:36.110              | 15                    |
| Б-4, 1000 м  | Хуан Чжипэн Шэнь Цзе Чжоу Пэн Чжоу Юйбо | 3:14.234             | 5                    | 3:00.315   | 8          | Завершили выступление | Завершили выступление |
| К-1, 200 м   | Ли Цян                                  | 42.004               | 3                    | 42.149     | 3          | 47.295                | 16                    |
| К-2, 1000 м  | Хуан Маосин Ли Цян                      | 3:38.483             | 3                    | 3:37.746   | 1          | 3:48.930              | 8                     |

Женщины
| Соревнование | Спортсмены                                  | Предварительный этап | Предварительный этап | Полуфиналы | Полуфиналы | Финал                 | Финал                 |
| Соревнование | Спортсмены                                  | Время                | Место                | Время      | Место      | Время                 | Место                 |
| ------------ | ------------------------------------------- | -------------------- | -------------------- | ---------- | ---------- | --------------------- | --------------------- |
| Б-1, 200 м   | Чжоу Юй                                     | 42.885               | 6                    | 42.279     | 6          | Завершила выступление | Завершила выступление |
| Б-2, 500 м   | У Янань Чжоу Юй                             | 1:43.448             | 1                    | 1:41.863   | 1          | 1:44.136              | 4                     |
| Б-4, 500 м   | Ли Чжанли Лю Хайпин Жэнь Вэньцзюнь Юй Ламэй | 1:40.661             | 4                    | 1:34.004   | 8          | Завершили выступление | Завершили выступление |

#### Гребной слалом
Мужчины
| Соревнование | Спортсмены            | Предварительный этап | Предварительный этап | Предварительный этап | Предварительный этап | Предварительный этап | Предварительный этап | Предварительный этап | Полуфинал | Полуфинал | Полуфинал | Полуфинал | Финал     | Финал     | Финал     | Финал     |
| Соревнование | Спортсмены            | 1 попытка            | 1 попытка            | 1 попытка            | 2 попытка            | 2 попытка            | 2 попытка            | Место                | Полуфинал | Полуфинал | Полуфинал | Полуфинал | Финал     | Финал     | Финал     | Финал     |
| Соревнование | Спортсмены            | Время                | Штраф                | Итог                 | Время                | Штраф                | Итог                 | Место                | Время     | Штраф     | Итог      | Место     | Время     | Штраф     | Итог      | Место     |
| ------------ | --------------------- | -------------------- | -------------------- | -------------------- | -------------------- | -------------------- | -------------------- | -------------------- | --------- | --------- | --------- | --------- | --------- | --------- | --------- | --------- |
| Б-1          | Хуан Цуньгуан         | 94.40                | 0                    | 94.40                | 94.54                | 4                    | 98.40                | 17                   | Не прошёл | Не прошёл | Не прошёл | Не прошёл | Не прошёл | Не прошёл | Не прошёл | Не прошёл |
| К-1          | Тэн Чжицян            | 95,68                | 0                    | 95,68                | 94,06                | 2                    | 96,06                | 11                   | 107,53    | 0         | 107,53    | 12        | Не прошёл | Не прошёл | Не прошёл | Не прошёл |
| К-2          | Ху Минхай Шу Цзюньжун | 103.36               | 2                    | 105.36               | 99.05                | 0                    | 99.05                | 3                    | 110.70    | 2         | 112.70    | 5         | 112.85    | 2         | 114.85    | 6         |

Женщины
| Соревнование | Спортсмены | Предварительный этап | Предварительный этап | Предварительный этап | Предварительный этап | Предварительный этап | Предварительный этап | Предварительный этап | Полуфинал | Полуфинал | Полуфинал | Полуфинал | Финал     | Финал     | Финал     | Финал     |
| Соревнование | Спортсмены | 1 попытка            | 1 попытка            | 1 попытка            | 2 попытка            | 2 попытка            | 2 попытка            | Место                | Полуфинал | Полуфинал | Полуфинал | Полуфинал | Финал     | Финал     | Финал     | Финал     |
| Соревнование | Спортсмены | Время                | Штраф                | Итог                 | Время                | Штраф                | Итог                 | Место                | Время     | Штраф     | Итог      | Место     | Время     | Штраф     | Итог      | Место     |
| ------------ | ---------- | -------------------- | -------------------- | -------------------- | -------------------- | -------------------- | -------------------- | -------------------- | --------- | --------- | --------- | --------- | --------- | --------- | --------- | --------- |
| Б-1          | Ли Цзинлин | 108.53               | 2                    | 110.53               | 111.22               | 6                    | 117.22               | 12                   | 117.02    | 4         | 121.02    | 11        | Не прошла | Не прошла | Не прошла | Не прошла |

### Дзюдо
Спортсменов — 8
Соревнования по дзюдо проводились по системе на выбывание. Утешительные встречи проводились между спортсменами, потерпевшими поражение в четвертьфинале турнира. Победители утешительных встреч встречались в схватке за 3-е место со спортсменами, проигравшими в полуфинале в противоположной половине турнирной сетки.
Мужчины
| Категория | Спортсмены | 1/32 финала        | 1/16 финала                          | 1/8 финала           | Четвертьфинал        | Полуфинал            | Финал                | Место |
| Категория | Спортсмены | Соперник Результат | Соперник Результат                   | Соперник Результат   | Соперник Результат   | Соперник Результат   | Соперник Результат   | Место |
| --------- | ---------- | ------------------ | ------------------------------------ | -------------------- | -------------------- | -------------------- | -------------------- | ----- |
| до 60 кг  | А Ламусы   | Не участвовал      | Хавьер Гуэдес (VEN) пор. 0000 — 0111 | Завершил выступление | Завершил выступление | Завершил выступление | Завершил выступление | 17    |

Женщины
| Категория   | Спортсмен | Турнир       | 1/16 финала        | 1/8 финала         | Четвертьфинал      | Полуфинал          | Финал              | Место |
| Категория   | Спортсмен | Турнир       | Соперник Результат | Соперник Результат | Соперник Результат | Соперник Результат | Соперник Результат | Место |
| ----------- | --------- | ------------ | ------------------ | ------------------ | ------------------ | ------------------ | ------------------ | ----- |
| до 48 кг    | У Шугэнь  | За 1-е место |                    |                    |                    |                    |                    |       |
| до 48 кг    | У Шугэнь  | За 3-е место |                    |                    |                    |                    |                    |       |
| до 52 кг    | Хэ Хунмэй | За 1-е место |                    |                    |                    |                    |                    |       |
| до 52 кг    | Хэ Хунмэй | За 3-е место |                    |                    |                    |                    |                    |       |
| до 57 кг    | Ван Хуэй  | За 1-е место |                    |                    |                    |                    |                    |       |
| до 57 кг    | Ван Хуэй  | За 3-е место |                    |                    |                    |                    |                    |       |
| до 63 кг    | Сюй Лили  | За 1-е место |                    |                    |                    |                    |                    |       |
| до 63 кг    | Сюй Лили  | За 3-е место |                    |                    |                    |                    |                    |       |
| до 70 кг    | Чэнь Фэй  | За 1-е место |                    |                    |                    |                    |                    |       |
| до 70 кг    | Чэнь Фэй  | За 3-е место |                    |                    |                    |                    |                    |       |
| до 78 кг    | Ян Сюли   | За 1-е место |                    |                    |                    |                    |                    |       |
| до 78 кг    | Ян Сюли   | За 3-е место |                    |                    |                    |                    |                    |       |
| свыше 78 кг | Тун Вэнь  | За 1-е место |                    |                    |                    |                    |                    |       |
| свыше 78 кг | Тун Вэнь  | За 3-е место |                    |                    |                    |                    |                    |       |

### Лёгкая атлетика
Спортсменов —
Мужчины
| Дисциплина      | Спортсмен    | Предварительный раунд | Предварительный раунд | Четвертьфиналы       | Четвертьфиналы       | Полуфиналы           | Полуфиналы           | Финал                | Финал                |
| Дисциплина      | Спортсмен    | Результат             | Место                 | Результат            | Место                | Результат            | Место                | Результат            | Место                |
| --------------- | ------------ | --------------------- | --------------------- | -------------------- | -------------------- | -------------------- | -------------------- | -------------------- | -------------------- |
| 100 м           | Су Бинтянь   |                       |                       | 10.19                | 3 Q                  | 10.28                | 8                    | Завершил выступление | Завершил выступление |
| 200 м           | Се Чжэнье    | 20.69                 | 6                     | Завершил выступление | Завершил выступление | Завершил выступление | Завершил выступление | Завершил выступление | Завершил выступление |
| 110 м с/б       | Лю Сян       | DNF                   | DNF                   |                      |                      | Завершил выступление | Завершил выступление | Завершил выступление | Завершил выступление |
| 110 м с/б       | Ши Дунпэн    | 13.78                 | 7                     |                      |                      | Завершил выступление | Завершил выступление | Завершил выступление | Завершил выступление |
| 110 м с/б       | Се Вэньцзюнь | 13.43                 | 3 Q                   |                      |                      | 13.34                | 3                    | Завершил выступление | Завершил выступление |
| 400 м с/б       | Чэн Вэнь     | 50.38                 | 6                     |                      |                      | Завершил выступление | Завершил выступление | Завершил выступление | Завершил выступление |
| 400 м с/б       | Ли Чжилун    | 50.36                 | 7                     |                      |                      | Завершил выступление | Завершил выступление | Завершил выступление | Завершил выступление |
| марафон         | Дун Гоцзянь  |                       |                       |                      |                      |                      |                      | 2:20:39              | 54                   |
| марафон         | Ли Цзычэн    |                       |                       |                      |                      |                      |                      | DNF                  | DNF                  |
| ходьба на 20 км | Цай Цзылинь  |                       |                       |                      |                      |                      |                      | 1:19:44              | 4                    |
| ходьба на 20 км | Чэнь Дин     |                       |                       |                      |                      |                      |                      | 1:18:46 OR           | 1                    |
| ходьба на 20 км | Ван Чжэнь    |                       |                       |                      |                      |                      |                      | 1:19:25              | 3                    |
| ходьба на 50 км | Ли Цзяньбо   |                       |                       |                      |                      |                      |                      | 3:39:01              | 7                    |
| ходьба на 50 км | Сы Тяньфэн   |                       |                       |                      |                      |                      |                      | 3:37:16              | 2                    |
| ходьба на 50 км | Чжао Цзяньго |                       |                       |                      |                      |                      |                      | 3:56:59              | 37                   |
| прыжки в длину  | Ли Цзиньчжэ  | 7.77                  | 20                    |                      |                      |                      |                      | Завершил выступление | Завершил выступление |
| прыжки в длину  | Чжан Сяои    | 7.25                  | 36                    |                      |                      |                      |                      | Завершил выступление | Завершил выступление |
| тройной прыжок  | Цао Шо       | 16.27                 | 20                    |                      |                      |                      |                      | Завершил выступление | Завершил выступление |
| тройной прыжок  | Дун Бинь     | 16.94                 | 5 q                   |                      |                      |                      |                      | 16.75                | 10                   |
| прыжки в высоту | Чжан Говэй   | 2.21                  | =21                   |                      |                      |                      |                      | Завершил выступление | Завершил выступление |
| прыжки с шестом | Ян Яньшэн    | 5.35                  | =20                   |                      |                      |                      |                      | Завершил выступление | Завершил выступление |
| метание копья   | Цинь Цян     | 72.29                 | 41                    |                      |                      |                      |                      | Завершил выступление | Завершил выступление |

Женщины
| Дисциплина      | Спортсмен      | Предварительный раунд | Предварительный раунд | Четвертьфиналы | Четвертьфиналы | Полуфиналы            | Полуфиналы            | Финал                 | Финал                 |
| Дисциплина      | Спортсмен      | Результат             | Место                 | Результат      | Место          | Результат             | Место                 | Результат             | Место                 |
| --------------- | -------------- | --------------------- | --------------------- | -------------- | -------------- | --------------------- | --------------------- | --------------------- | --------------------- |
| 100 м           | Вэй Юнли       |                       |                       | 11.48          | 7              | Завершила выступление | Завершила выступление | Завершила выступление | Завершила выступление |
| 100 м с/б       | Сунь Явэй      | 13.26                 | 5                     |                |                | Завершила выступление | Завершила выступление | Завершила выступление | Завершила выступление |
| 400 м с/б       | Хуан Сяосяо    | 56.29                 | 6                     |                |                | Завершила выступление | Завершила выступление | Завершила выступление | Завершила выступление |
| 3 000 м с/п     | Ли Чжэньчжу    | 9:34.29               | 7                     |                |                |                       |                       | Завершила выступление | Завершила выступление |
| 3 000 м с/п     | Инь Аньно      | 10:09.10              | 14                    |                |                |                       |                       | Завершила выступление | Завершила выступление |
| марафон         | Ван Цзяли      |                       |                       |                |                |                       |                       | 2:35:46               | 58                    |
| марафон         | Ван Сюэцинь    |                       |                       |                |                |                       |                       | 2:28:21               | 22                    |
| марафон         | Чжу Сяолинь    |                       |                       |                |                |                       |                       | 2:24:48               | 6                     |
| ходьба на 20 км | Лю Хун         |                       |                       |                |                |                       |                       | 1:26:00               | 4                     |
| ходьба на 20 км | Лу Сючжи       |                       |                       |                |                |                       |                       | 1:26:26               | 6                     |
| ходьба на 20 км | Цеян Шэньцзе   |                       |                       |                |                |                       |                       | 1:25:16 AR            | 3                     |
| тройной прыжок  | Ли Яньмэй      | 13.43                 | 30                    |                |                |                       |                       | Завершила выступление | Завершила выступление |
| тройной прыжок  | Се Лимэй       | 13.69                 | 23                    |                |                |                       |                       | Завершила выступление | Завершила выступление |
| прыжки в высоту | Чжэн Синцзюань | 1.90                  | 18                    |                |                |                       |                       | Завершила выступление | Завершила выступление |
| прыжки с шестом | Ли Лин         | 4.25                  | 30                    |                |                |                       |                       | Завершила выступление | Завершила выступление |
| толкание ядра   | Гун Лицзяо     | 19.11                 | 5                     |                |                |                       |                       | 20.22                 | 3                     |
| толкание ядра   | Ли Лин         | 19.23                 | 4                     |                |                |                       |                       | 19.63                 | 4                     |
| толкание ядра   | Лю Сянжун      | 18.96                 | 6                     |                |                |                       |                       | 19.18                 | 6                     |
| метание диска   | Ли Яньфэн      | 64.48                 | 2                     |                |                |                       |                       | 67.22                 | 2                     |
| метание диска   | Ма Сюэцзюнь    | 62.66                 | 11                    |                |                |                       |                       | 61.02                 | 10                    |
| метание диска   | Тань Цзянь     | NM                    | NM                    |                |                |                       |                       | Завершила выступление | Завершила выступление |
| метание копья   | Ли Линвэй      | 56.50                 | 30                    |                |                |                       |                       | Завершила выступление | Завершила выступление |
| метание копья   | Люй Хуэйхуэй   | 64.45                 | 5                     |                |                |                       |                       | 63.70                 | 5                     |
| метание копья   | Чжан Ли        | 58.35                 | 23                    |                |                |                       |                       | Завершила выступление | Завершила выступление |
| метание молота  | Чжан Вэньсю    | 74.53                 | 2                     |                |                |                       |                       | 76.34                 | 4                     |

### Настольный теннис
Спортсменов — 6
Соревнования по настольному теннису проходили по системе плей-офф. Каждый матч продолжался до тех пор, пока один из теннисистов не выигрывал 4 партии. Сильнейшие 16 спортсменов начинали соревнования с третьего раунда, следующие 16 по рейтингу стартовали со второго раунда.
Мужчины
| Соревнование     | Спортсмены                | Квалификация       | Первый раунд       | Второй раунд       | Третий раунд               | 1/8 финала                  | Четвертьфинал                | Полуфинал                       | Финал                      | Место |
| Соревнование     | Спортсмены                | Соперник Результат | Соперник Результат | Соперник Результат | Соперник Результат         | Соперник Результат          | Соперник Результат           | Соперник Результат              | Соперник Результат         | Место |
| ---------------- | ------------------------- | ------------------ | ------------------ | ------------------ | -------------------------- | --------------------------- | ---------------------------- | ------------------------------- | -------------------------- | ----- |
| Одиночный разряд | Чжан Цзикэ (1)            | Не участвовал      | Не участвовал      | Не участвовал      | Бора Ван (TUR) (31) В 4:0  | В. Самсонов (BLR) (9) В 4:3 | Цзян Тяньи (HKG) (11) В 4:1  | Д. Овчаров (GER) (8) В 4:1      | Ван Хао (CHN) (2) В 4:1    | 1     |
| Одиночный разряд | Ван Хао (2)               | Не участвовал      | Не участвовал      | Не участвовал      | В. Шлагер (AUT) (25) В 4:1 | Гао Нин (SIN) (10) В 4:1    | С. Кисикава (JPN) (12) В 4:0 | Чжуан Цзиньюань (TPE) (5) В 4:1 | Чжан Цзикэ (CHN) (1) П 1:4 | 2     |
| Командный разряд | Ван Хао Чжан Цзикэ Ма Лун |                    |                    |                    |                            | Россия 3:1                  | Сингапур 3:0                 | Германия 3:1                    | Южная Корея 3:0            | 1     |

Женщины
| Соревнование     | Спортсмены             | Предварительный раунд | Первый раунд       | Второй раунд       | Третий раунд       | Четвёртый раунд    | Четвертьфинал      | Полуфинал          | Финал              | Место |
| Соревнование     | Спортсмены             | Соперник Результат    | Соперник Результат | Соперник Результат | Соперник Результат | Соперник Результат | Соперник Результат | Соперник Результат | Соперник Результат | Место |
| ---------------- | ---------------------- | --------------------- | ------------------ | ------------------ | ------------------ | ------------------ | ------------------ | ------------------ | ------------------ | ----- |
| Одиночный разряд | Ли Сяося               |                       |                    |                    | Хсин 4:2           | Пак Ми Ён 4:1      | Ли Цзяо 4:0        | Исикава 4:1        | Дин Нин 4:1        | 1     |
| Одиночный разряд | Дин Нин                |                       |                    |                    | Додян 4:0          | Цзян Хуацзунь 4:1  | Фукухара 4:0       | Фэн Тяньвэй 4:2    | Ли Сяося 1:4       | 2     |
| Командный разряд | Ли Сяося Дин Нин Го Юэ |                       |                    |                    |                    | Испания 3:0        | Голландия 3:0      | Южная Корея 3:0    | Япония 3:0         | 1     |

### Парусный спорт
Спортсменов — 9
Соревнования по парусному спорту в каждом из классов состояли из 10 гонок, за исключением класса 49er, где проводилось 15 заездов. В каждой гонке спортсмены стартовали одновременно. Победителем каждой из гонок становился экипаж, первым пересекший финишную черту. Количество очков, идущих в общий зачёт, соответствовало занятому командой месту. 10 лучших экипажей по результатам 10 гонок попадали в медальную гонку, результаты которой также шли в общий зачёт. В случае если участник соревнований не смог завершить гонку ему начислялось количество очков, равное количеству участников плюс один. При итоговом подсчёте очков не учитывался худший результат, показанный экипажем в одной из гонок. Сборная, набравшая наименьшее количество очков, становится олимпийским чемпионом.
Мужчины
| Класс | Спортсмены             | Гонка | Гонка | Гонка | Гонка | Гонка | Гонка | Гонка | Гонка | Гонка | Гонка | Гонка          | Очки | Место |
| Класс | Спортсмены             | 1     | 2     | 3     | 4     | 5     | 6     | 7     | 8     | 9     | 10    | M              | Очки | Место |
| ----- | ---------------------- | ----- | ----- | ----- | ----- | ----- | ----- | ----- | ----- | ----- | ----- | -------------- | ---- | ----- |
| RS:X  | Ван Айчэнь             | 21    | 23    | 18    | 19    | 3     | 23    | 10    | 27    | 22    | 14    | Не участвовал  | 153  | 18    |
| 470   | Дэн Даокунь Ван Вэйдун | 20    | 15    | 6     | 26    | 27    | 17    | 22    | 26    | 12    | 16    | Не участвовали | 160  | 20    |
| Лазер | Ши Цзянь               | 27    | 39    | 43    | 45    | 42    | 46    | 32    | 41    | 30    | 41    | Не участвовал  | 340  | 43    |
| Финн  | Гун Лэй                | OCS   | 17    | 20    | 22    | OCS   | 16    | 23    | 23    | 21    | 24    | Не участвовал  | 190  | 24    |

Женщины
| Класс        | Спортсмены            | Гонка | Гонка | Гонка | Гонка | Гонка | Гонка | Гонка | Гонка | Гонка | Гонка | Гонка          | Очки | Место |
| Класс        | Спортсмены            | 1     | 2     | 3     | 4     | 5     | 6     | 7     | 8     | 9     | 10    | M              | Очки | Место |
| ------------ | --------------------- | ----- | ----- | ----- | ----- | ----- | ----- | ----- | ----- | ----- | ----- | -------------- | ---- | ----- |
| RS:X         | Ли Лин                | 16    | 15    | 8     | 14    | 18    | 7     | 10    | 13    | 14    | 23    | Не участвовала | 115  | 14    |
| 470          | Хуан Сюйфэн Ван Сяоли | 18    | 18    | 9     | 13    | 8     | 19    | 2     | 17    | 1     | 12    | Не участвовали | 97   | 11    |
| Лазер Радиал | Сюй Лицзя             | 5     | 8     | 11    | 3     | 5     | 4     | 1     | 4     | 1     | 2     | 2              | 35   | 1     |

Использованы следующие сокращения:
- M — медальная гонка
- OCS — фальстарт

### Современное пятиборье
Спортсменов — 4
Современное пятиборье включает в себя: стрельбу, плавание, фехтование, верховую езду и бег. Впервые в истории соревнования по современному пятиборью проводились в новом формате. Бег и стрельба были объединены в один вид — комбайн. В комбайне спортсмены стартовали с гандикапом, набранным за предыдущие три дисциплины (4 очка = 1 секунда). Олимпийским чемпионом становится спортсмен, который пересекает финишную линию первым.
Мужчины
| Соревнование              | Спортсмены  | Фехтование | Фехтование | Фехтование | Плавание | Плавание | Плавание | Верховая езда | Верховая езда | Верховая езда | Комбайн  | Комбайн | Комбайн | Всего     | Всего |
| Соревнование              | Спортсмены  | Побед      | Очки       | Место      | Время    | Очки     | Место    | Штраф         | Очки          | Место         | Время    | Очки    | Место   | Результат | Место |
| ------------------------- | ----------- | ---------- | ---------- | ---------- | -------- | -------- | -------- | ------------- | ------------- | ------------- | -------- | ------- | ------- | --------- | ----- |
| Индивидуальное первенство | Цао Чжунжун | 25         | 1000       | 2          | 1:58,93  | 1376     | 3        | 120           | 1080          | 27            | 10:38,02 | 2448    | 9       | 5904      | 2     |
| Индивидуальное первенство | Ван Гуань   | 12         | 688        | 34         | 2:12,13  | 1216     | 32       | DNS           | DNS           | DNS           | DNS      | DNS     | DNS     | 1904      | 36    |

Женщины
| Соревнование              | Спортсмены | Фехтование | Фехтование | Фехтование | Плавание  | Плавание | Плавание | Верховая езда | Верховая езда | Верховая езда | Комбайн   | Комбайн | Комбайн | Всего     | Всего |
| Соревнование              | Спортсмены | Победы     | Очки       | Место      | Результат | Очки     | Место    | Результат     | Очки          | Место         | Результат | Очки    | Место   | Результат | Место |
| ------------------------- | ---------- | ---------- | ---------- | ---------- | --------- | -------- | -------- | ------------- | ------------- | ------------- | --------- | ------- | ------- | --------- | ----- |
| Индивидуальное первенство | Чэнь Цянь  | 21         | 904        | 6          | 2:17.77   | 1148     | 14       | 80            | 1120          | 22            | 11:52.20  | 2152    | 3       | 5324      | 5     |
| Индивидуальное первенство | Мяо Ихуа   | 20         | 880        | 8          | 2:19.31   | 1132     | 21       | 64            | 1136          | 17            | 12:26.31  | 2016    | 20      | 5164      | 14    |

### Стрельба
Спортсменов — 23
По итогам квалификации 6 или 8 лучших спортсменов (в зависимости от дисциплины), набравшие наибольшее количество очков, проходили в финал. Победителем соревнований становился стрелок, набравший наибольшую сумму очков по итогам квалификации и финала. В пулевой стрельбе в финале количество очков за попадание в каждой из попыток измерялось с точностью до десятой.
Мужчины
| Соревнование                          | Спортсмены   | Квалификация | Квалификация | Финал                | Всего                | Всего                |
| Соревнование                          | Спортсмены   | Результат    | Место        | Финал                | Результат            | Место                |
| ------------------------------------- | ------------ | ------------ | ------------ | -------------------- | -------------------- | -------------------- |
| Пневматическая винтовка, 10 метров    | Ван Тао      |              |              |                      |                      |                      |
| Пневматическая винтовка, 10 метров    | Чжу Цинань   |              |              |                      |                      |                      |
| Винтовка лёжа, 50 метров              | Ван Вэйи     |              |              |                      |                      |                      |
| Винтовка из трёх положений, 50 метров | Чжу Цинань   | 1170         | 6            | 100,2                | 1270,2               | 5                    |
| Винтовка из трёх положений, 50 метров | Лань Син     | 1159         | 29           | Завершил выступление | Завершил выступление | Завершил выступление |
| Пневматический пистолет, 10 метров    | Ван Чживэй   |              |              |                      |                      |                      |
| Пневматический пистолет, 10 метров    | Чжан Тянь    |              |              |                      |                      |                      |
| Скоростной пистолет, 25 метров        | Дин Фэн      |              |              |                      |                      |                      |
| Скоростной пистолет, 25 метров        | Чжан Цзянь   |              |              |                      |                      |                      |
| Пистолет, 50 метров                   | Пан Вэй      |              |              |                      |                      |                      |
| Пистолет, 50 метров                   | Тань Цзунлян |              |              |                      |                      |                      |
| Трап                                  | Ду Юй        |              |              |                      |                      |                      |
| Дубль-трап                            | Ху Биньюань  |              |              |                      |                      |                      |
| Дубль-трап                            | Ли Цзюнь     |              |              |                      |                      |                      |

Женщины
| Соревнование                       | Спортсмены   | Квалификация | Квалификация | Финал | Всего     | Всего |
| Соревнование                       | Спортсмены   | Результат    | Место        | Финал | Результат | Место |
| ---------------------------------- | ------------ | ------------ | ------------ | ----- | --------- | ----- |
| Винтовка с трёх позиций, 50 метров | Ду Ли        |              |              |       |           |       |
| Винтовка с трёх позиций, 50 метров | Ли Пэйцзин   |              |              |       |           |       |
| Пневматическая винтовка, 10 метров | И Сылин      |              |              |       |           |       |
| Пневматическая винтовка, 10 метров | Юй Дань      |              |              |       |           |       |
| Пистолет, 25 метров                | Чэнь Ин      |              |              |       |           |       |
| Пистолет, 25 метров                | Юань Цзин    |              |              |       |           |       |
| Пневматический пистолет, 10 метров | Го Вэньцзюнь |              |              |       |           |       |
| Пневматический пистолет, 10 метров | Су Юйлин     |              |              |       |           |       |
| Трап                               | Лю Инцзы     |              |              |       |           |       |
| Скит                               | Вэй Нин      |              |              |       |           |       |

### Стрельба из лука
Спортсменов — 6
Мужчины
| Соревнование              | Спортсмены                 | Квалификация | Квалификация | 1/32 финала                  | 1/16 финала                           | 1/8 финала               | Четвертьфинал               | Полуфинал                  | Финал                           | Место                |
| Соревнование              | Спортсмены                 | Результат    | Место        | Соперник Результат           | Соперник Результат                    | Соперник Результат       | Соперник Результат          | Соперник Результат         | Соперник Результат              | Место                |
| ------------------------- | -------------------------- | ------------ | ------------ | ---------------------------- | ------------------------------------- | ------------------------ | --------------------------- | -------------------------- | ------------------------------- | -------------------- |
| Индивидуальное первенство | Дай Сяосян                 | 678          | 7            | К. Штрайнар (SLO) (58) В 6-0 | Л. Велес (MEX) (26) В 6-0             | Т. Уорт (AUS) (23) В 6-5 | Ким Буб Мин (KOR) (2) В 6-5 | О Джин Хёк (KOR) (3) П 5-6 | Р. ван дер Вен (NED) (16) В 6-5 | 3                    |
| Индивидуальное первенство | Син Юй                     | 673          | 13           | К. Майр (GER) (52) В 6-0     | Хаирул Ануар Мохамад (MAS) (20) П 5-6 | Завершил выступление     | Завершил выступление        | Завершил выступление       | Завершил выступление            | Завершил выступление |
| Индивидуальное первенство | Лю Чжаоу                   | 668          | 22           | В. Рубан (UKR) (43) П 5-6    | Завершил выступление                  | Завершил выступление     | Завершил выступление        | Завершил выступление       | Завершил выступление            | Завершил выступление |
| Командное первенство      | Дай Сяосян Лю Чжаоу Син Юй | 2019         | 3            |                              |                                       |                          | Италия (6) · пор. 216:220   | Завершили выступление      | Завершили выступление           | 7                    |

Женщины
| Соревнование              | Спортсмены                 | Квалификация | Квалификация | 1/32 финала                           | 1/16 финала                  | 1/8 финала               | Четвертьфинал         | Полуфинал              | Финал                            | Место                 |
| Соревнование              | Спортсмены                 | Результат    | Место        | Соперник Результат                    | Соперник Результат           | Соперник Результат       | Соперник Результат    | Соперник Результат     | Соперник Результат               | Место                 |
| ------------------------- | -------------------------- | ------------ | ------------ | ------------------------------------- | ---------------------------- | ------------------------ | --------------------- | ---------------------- | -------------------------------- | --------------------- |
| Индивидуальное первенство | Чэн Мин                    | 651          | 20           | Л. Брито (VEN) (45) В 6-4             | А. Валенсия (MEX) (13) В 7-1 | Х. Лориг (USA) (4) П 3-7 | Завершила выступление | Завершила выступление  | Завершила выступление            | Завершила выступление |
| Индивидуальное первенство | Фан Юйтин                  | 649          | 25           | Ика Юлиана Рочмавати (INA) (40) П 4-6 | Завершила выступление        | Завершила выступление    | Завершила выступление | Завершила выступление  | Завершила выступление            | Завершила выступление |
| Индивидуальное первенство | Сюй Цзин                   | 646          | 27           | Н. Лесняк (POL) (38) В 6-2            | Микиэ Каниэ (JPN) (6) П 0-6  | Завершила выступление    | Завершила выступление | Завершила выступление  | Завершила выступление            | Завершила выступление |
| Командное первенство      | Чэн Мин Фан Юйтин Сюй Цзин | 1946         | 7            |                                       |                              | Италия (10) · В 200-199  | США (2) · В 218-213   | Россия (6) · В 208-207 | Республика Корея (1) · П 209-210 | 2                     |

### Тхэквондо
Женщины
| Соревнование | Спортсмены   | Турнир                        | 1/8 финала                 | Четвертьфинал                      | Полуфинал                 | Финал              | Место |
| Соревнование | Спортсмены   | Турнир                        | Соперник Результат         | Соперник Результат                 | Соперник Результат        | Соперник Результат | Место |
| ------------ | ------------ | ----------------------------- | -------------------------- | ---------------------------------- | ------------------------- | ------------------ | ----- |
| До 49 кг     |              |                               |                            |                                    |                           |                    |       |
| У Цзинъюй    | За 1-е место | Элизабет Замора (GUA) В 10-2  | Эрика Касахара (JPN) В 8-0 | Люция Занинович (CRO) В 19-7 (PTG) | Бригитте Ягуэ (ESP) В 6-1 |                    |       |
| У Цзинъюй    | За 3-е место |                               |                            |                                    |                           |                    |       |
| До 57 кг     |              |                               |                            |                                    |                           |                    |       |
| Хоу Юйчжо    | За 1-е место | Диана Лопез (USA) В 1-0 (SUD) | Суви Микконен (FIN) В 7-2  | Марлен Арнуа (FRA) В 8-3           | Джейд Джонс (GBR) П 4-6   |                    |       |
| Хоу Юйчжо    | За 3-е место |                               |                            |                                    |                           |                    |       |

### Тяжёлая атлетика
Спортсменов — 10
Мужчины
| Категория | Спортсмен    | Вес   | Рывок | Рывок | Рывок | Толчок | Толчок | Толчок | Всего  | Место |
| Категория | Спортсмен    | Вес   | 1     | 2     | 3     | 1      | 2      | 3      | Всего  | Место |
| --------- | ------------ | ----- | ----- | ----- | ----- | ------ | ------ | ------ | ------ | ----- |
| до 56 кг  | У Цзинбяо    | 55.91 | 130   | 130   | 133   | 156    | 156    | 161    | 289    | 2     |
| до 62 кг  | Чжан Цзе     | 61.86 | 140   | 145   | 145   | 174    | 178    | 178    | 314    | 4     |
| до 69 кг  | Линь Цинфэн  | 67.79 | 152   | 155   | 157   | 182    | 187    | 198    | 344    | 1     |
| до 77 кг  | Люй Сяоцзюнь | 76.62 | 170   | 175   | 177   | 195    | 204    | 204    | 379 WR | 1     |
| до 77 кг  | Лу Хаоцзе    | 76.37 | 170   | 175   | —     | 190    | 191    | —      | 360    | 2     |
| до 85 кг  | Лу Юн        | 84.54 | 175   | 178   | 180   | 205    | 205    | 205    | —      | DNF   |

Женщины
| Категория   | Спортсмен     | Вес    | Рывок | Рывок | Рывок | Толчок | Толчок | Толчок | Всего  | Место |
| Категория   | Спортсмен     | Вес    | 1     | 2     | 3     | 1      | 2      | 3      | Всего  | Место |
| ----------- | ------------- | ------ | ----- | ----- | ----- | ------ | ------ | ------ | ------ | ----- |
| до 48 кг    | Ван Минцзюань | 47.73  | 88    | 88    | 91    | 110    | 114    | 116    | 205    | 1     |
| до 53 кг    | Чжоу Цзюнь    | 52.80  | 95    | 95    | 95    | —      | —      | —      | —      | DNF   |
| до 58 кг    | Ли Сюэин      | 57.98  | 105   | 105   | 108   | 133    | 138    | 144    | 246 OR | 1     |
| свыше 75 кг | Чжоу Лулу     | 130.83 | 142   | 146   | 146   | 181    | 187    | 190    | 333 WR | 1     |

### Фехтование
Спортсменов — 13
В индивидуальных соревнованиях спортсмены сражаются три раунда по три минуты, либо до того момента, как один из спортсменов нанесёт 15 уколов. В командных соревнованиях поединок идёт 9 раундов по 3 минуты каждый, либо до 45 уколов. Если по окончании времени в поединке зафиксирован ничейный результат, то назначается дополнительная минута до «золотого» укола.
Мужчины
| Соревнование          | Спортсмены                    | 1/32 финала        | 1/16 финала                 | 1/8 финала           | Четвертьфиналы       | Полуфиналы           | Финал матч за 3-е место | Место |
| Соревнование          | Спортсмены                    | Соперник Результат | Соперник Результат          | Соперник Результат   | Соперник Результат   | Соперник Результат   | Соперник Результат      | Место |
| --------------------- | ----------------------------- | ------------------ | --------------------------- | -------------------- | -------------------- | -------------------- | ----------------------- | ----- |
| Индивидуальная шпага  | Ли Гоцзе                      |                    | Уэстон Келси (USA) пор. 7:8 | Завершил выступление | Завершил выступление | Завершил выступление | Завершил выступление    | 17    |
| Индивидуальная рапира | Лэй Шэн                       |                    |                             |                      |                      |                      |                         |       |
| Индивидуальная рапира | Ма Цзяньфэй                   |                    |                             |                      |                      |                      |                         |       |
| Индивидуальная рапира | Чжу Цзюнь                     |                    |                             |                      |                      |                      |                         |       |
| Командная рапира      | Лэй Шэн Ма Цзяньфэй Чжу Цзюнь |                    |                             |                      |                      |                      |                         |       |
| Индивидуальная сабля  | Лю Сяо                        |                    |                             |                      |                      |                      |                         |       |
| Индивидуальная сабля  | Ван Цзинчжи                   |                    |                             |                      |                      |                      |                         |       |
| Индивидуальная сабля  | Чжун Мань                     |                    |                             |                      |                      |                      |                         |       |
| Командная сабля       | Лю Сяо Ван Цзинчжи Чжун Мань  |                    |                             |                      |                      |                      |                         |       |

Женщины
| Соревнование          | Спортсмены                    | 1/32 финала        | 1/16 финала        | 1/8 финала         | Четвертьфиналы     | Полуфиналы         | Матч за 3-е место  | Финал              | Место |
| Соревнование          | Спортсмены                    | Соперник Результат | Соперник Результат | Соперник Результат | Соперник Результат | Соперник Результат | Соперник Результат | Соперник Результат | Место |
| --------------------- | ----------------------------- | ------------------ | ------------------ | ------------------ | ------------------ | ------------------ | ------------------ | ------------------ | ----- |
| Индивидуальная шпага  | Ли На                         |                    |                    |                    |                    |                    |                    |                    |       |
| Индивидуальная шпага  | Ло Сяоцзюань                  |                    |                    |                    |                    |                    |                    |                    |       |
| Индивидуальная шпага  | Сунь Юйцзе                    |                    |                    |                    |                    |                    |                    |                    |       |
| Командная шпага       | Ли На Ло Сяоцзюань Сунь Юйцзе |                    |                    |                    |                    |                    |                    |                    |       |
| Индивидуальная рапира | Чэнь Цзиньянь                 |                    |                    |                    |                    |                    |                    |                    |       |
| Индивидуальная сабля  | Минь Чжу                      |                    |                    |                    |                    |                    |                    |                    |       |
| Индивидуальная сабля  | Чэнь Сяодун                   |                    |                    |                    |                    |                    |                    |                    |       |

### Хоккей на траве
Женщины
Состав команды
Результаты
Группа A
| Место | Команда          | И | В | Н | П | ГЗ | ГП | +/- | Очки |
| ----- | ---------------- | - | - | - | - | -- | -- | --- | ---- |
| 1     | Нидерланды       | 5 | 5 | 0 | 0 | 12 | 5  | +7  | 15   |
| 2     | Великобритания   | 5 | 3 | 0 | 2 | 14 | 7  | +7  | 9    |
| 3     | Китай            | 5 | 2 | 1 | 2 | 6  | 3  | +3  | 7    |
| 4     | Республика Корея | 5 | 2 | 0 | 3 | 9  | 13 | −4  | 6    |
| 5     | Япония           | 5 | 1 | 1 | 3 | 4  | 9  | −5  | 4    |
| 6     | Бельгия          | 5 | 0 | 2 | 3 | 2  | 10 | −8  | 2    |

| 29 июля 2012 13:45 (UTC+1) | \| Китай \| 4:0 \| Республика Корея \| | Лондон Ривербанк Арена |
| Китай                      | 4:0                                    | Республика Корея       |

| 31 июля 2012 13:45 (UTC+1) | \| Бельгия \| 0:0 \| Китай \| | Лондон Ривербанк Арена |
| Бельгия                    | 0:0                           | Китай                  |

| 2 августа 2012 13:45 (UTC+1) | \| Китай \| 0:1 \| Нидерланды \| | Лондон Ривербанк Арена |
| Китай                        | 0:1                              | Нидерланды             |

| 4 августа 2012 16:00 (UTC+1) | \| Китай \| 2:1 \| Великобритания \| | Лондон Ривербанк Арена |
| Китай                        | 2:1                                  | Великобритания         |

| 6 августа 2012 13:45 (UTC+1) | \| Япония \| 1:0 \| Китай \| | Лондон Ривербанк Арена |
| Япония                       | 1:0                          | Китай                  |

Матч за 5-е место
| 6 августа 2012 13:45 (UTC+1) | \| Китай \| 0:2 \| Австралия \| | Лондон Ривербанк Арена |
| Китай                        | 0:2                             | Австралия              |